# Zinat
Zinat (Arabisch: جماعة سبت الزينات, Berbers: ⵣⵉⵏⴰⵜ) is een stadje in het noorden van Marokko, dat ligt 20 kilometer ten oosten van de stad Tanger en 50 kilometer ten zuiden van de stad Tétouan. Nabij het dorp ligt de Ibn Battuta-dam (سد إبن بطوطة). Deze stuwdam en het bijbehorende meer voorzien Tanger van drinkwater.